# Will Sergeant
Pour les articles homonymes, voir Sergeant.
Will Sergeant, né le 12 avril 1958 à Liverpool en Angleterre, est un guitariste et compositeur anglais, surtout connu pour être l'un des membres fondateurs du groupe de rock Echo and the Bunnymen. 

## Carrière
Will Sergeant enregistre seul avec sa guitare électrique Weird as Fish en 1978, compositions instrumentales minimalistes distribuées sous la forme de cassette audio à seulement sept exemplaires. Weird as Fish sera réédité en CD en 2003, couplé à Le via luonge, bande son d'un court métrage du groupe de rock Echo and the Bunnymen dont Will Sergeant est l'un des fondateurs en 1978 avec le chanteur Ian McCulloch et le bassiste Les Pattinson, rejoints en 1979 par le batteur Pete de Freitas.
C'est en 1982 que sort son premier album solo officiel, Themes for Grind, entièrement instrumental. 
Après le départ de Ian McCulloch en 1988 et la mort accidentelle de Pete de Freitas en 1989, Will Sergeant et Les Pattinson recrutent de nouveaux musiciens et maintiennent Echo and the Bunnymen actif jusqu'à la séparation en 1993.
L'année suivante, Sergeant retrouve McCulloch au sein d'un nouveau groupe, Electrafixion. Après la sortie d'un seul album, Burned en 1995, les deux musiciens mettent fin au projet et décident de reformer Echo and the Bunnymen en 1997 après avoir convaincu Les Pattinson de les rejoindre.
En parallèle, Will Sergeant prend le pseudonyme de Glide sous lequel il publie des compositions ambient et de musique expérimentale.
En 2013, il forme avec Les Pattinson et le batteur Nick Kilroe le groupe Poltergeist, publiant l'album Your Mind Is a Box (Let Us Fill It with Wonders), inspiré cette fois par le krautrock,,.
En dehors de la musique, Will Sergeant s'adonne à la peinture et à la sérigraphie.

## Discographie

### En solo
Will Sergeant
- 1978 : Weird as Fish (cassette audio éditée à 7 exemplaires)
- 1982 : Themes for Grind
- 2003 : Weird As Fish/Le Via Luonge
- 2012 : Things Inside

Glide
- 1997 : Space Age Freak Out
- 2000 : Performance
- 2004 : Curvature of the Earth
- 2014 : Assemblage One & Two

### Avec Electrafixion
- 1995 : Burned

### Avec Poltergeist
- 2013 : Your Mind Is a Box (Let Us Fill It with Wonders)